# Prinses Caroline-Mathildealpen
De Prinses Caroline-Mathildealpen (Deens: Prinsesse Caroline-Mathilde Alper) zijn een gebergte in Nationaal park Noordoost-Groenland in het oosten van Groenland.
Het gebied is vernoemd naar Caroline Mathilde van Denemarken.

## Geografie
Het gebied wordt in het noorden begrensd door het Ingolffjord, in het oosten door een rivierdal, in het zuiden door de Hekla Sund en in het westen door meerdere rivierdalen.
Aan de overzijde van het water ligt in het noorden de Prinses Elisabeth Alpen, in het oosten Holmland en in het zuidwesten Skallingen.
Het alpengebied heeft meerdere gletsjers, waaronder de Brede Spærregletsjer.
Het gebergte is onderdeel van het Kroonprins Christiaanland en ligt in dat schiereiland in het zuidoosten.